# Callibotys hyalodiscalis
Callibotys hyalodiscalis là một loài bướm đêm trong họ Crambidae.